# Río Solacama
Der Río Solacama ist ein Fluss in den Yungas im Departamento La Paz im Andenstaat Bolivien.

## Verlauf
Der Río Solacama hat seinen Ursprung an den Hängen des Thanta Quepi, eines 4265 m hohen Berges, der etwa 55 Kilometern östlich von La Paz liegt. Er fließt über seine gesamte Länge von 43 km in Richtung Nordosten und überwindet dabei ungefähr 3240 Meter Höhendifferenz. Nach etwa 25 Kilometer erreicht er bewohntes Gebiet und wird von der Ruta 25 überquert, fließt an Ocobaya und Tajma vorbei und fließt schließlich in den Río Tamampaya. Seine gesamte Strecke liegt in der Provinz Sud Yungas. Die Täler in dieser Region sind sehr steil, weshalb alle Ortschaften auf Graten und an Hängen oberhalb der Flüsse liegen.